# Donja Mikuljana
Donja Mikuljana (izvirno srbsko Доња Микуљана) je naselje v Srbiji, ki upravno spada pod Občino Kuršumlija; slednja pa je del Topliškega upravnega okraja.

## Demografija
V naselju živi 67 polnoletnih prebivalcev, pri čemer je njihova povprečna starost 41,9 let (41,8 pri moških in 42,0 pri ženskah). Naselje ima 26 gospodinjstev, pri čemer je povprečno število članov na gospodinjstvo 3,19.
To naselje je popolnoma srbsko (glede na rezultate popisa iz leta 2002).
|  |

| Demografija | Demografija     | Demografija     |
| Leto        | Št. prebivalcev | Št. prebivalcev |
| ----------- | --------------- | --------------- |
|             |                 |                 |
|             |                 |                 |
|             |                 |                 |
|             |                 |                 |
| 1948        | 182             |                 |
| 1953        | 215             |                 |
| 1961        | 185             |                 |
| 1971        | 145             |                 |
| 1981        | 103             |                 |
| 1991        | 87              | 87              |
| 2002        | 83              | 83              |
|             |                 |                 |

| Etnična sestava po popisu iz leta 2002 | Etnična sestava po popisu iz leta 2002 | Etnična sestava po popisu iz leta 2002 | Etnična sestava po popisu iz leta 2002 | Etnična sestava po popisu iz leta 2002 |
| -------------------------------------- | -------------------------------------- | -------------------------------------- | -------------------------------------- | -------------------------------------- |
| Srbi                                   | Srbi                                   |                                        | 83                                     | 100,0%                                 |
| Neznano                                | Neznano                                |                                        | 0                                      | 0,0%                                   |